# Skylanders: SuperChargers
 (juin 2015).
Si vous disposez d'ouvrages ou d'articles de référence ou si vous connaissez des sites web de qualité traitant du thème abordé ici, merci de compléter l'article en donnant les références utiles à sa vérifiabilité et en les liant à la section « Notes et références ».
Skylanders: SuperChargers est un jeu vidéo développé par Vicarious Visions et édité par Activision, sorti en septembre 2015 sur Wii U, PlayStation 3, Xbox 360, PlayStation 4 et Xbox One. Il s'agit du cinquième épisode de la série Skylanders. Il a été annoncé officiellement le 3 juin 2015. Le jeu est également sorti sur Nintendo 3DS et Wii sous le titre Skylanders: SuperChargers Racing, permettant uniquement de prendre part aux courses.
Pour la première fois, un partenariat exclusif entre Activision et Nintendo permet de proposer des figurines à la fois compatibles Skylanders: SuperChargers (Wii, Wii U et Nintendo 3DS) et amiibo. Deux figurines sont concernées : Bowser et Donkey Kong.

## Système de jeu
Le joueur doit placer des figurines sur un socle pour qu'elles prennent vie dans le jeu vidéo.
Le portail qui donne vie aux figurines et aux véhicules est un socle connecté au jeu vidéo par un petit adaptateur USB ou infrarouge à insérer dans sa console.
Bien qu’il y ait un nouveau portail pour Skylanders SuperChargers, tous les anciens portails sont compatibles avec ce jeu. Cependant, les portails Skylanders Spyro’s Adventure et Skylanders Giants ne sont pas compatibles avec les personnages Swap Force et seuls les portails Skylanders SuperChargers et Skylanders Trap Team sont compatibles avec les pièges en cristal.

## Figurines
Les figurines à collectionner sont réparties sous 10 éléments. Il y a 20 Skylanders (dont 8 réédités) et 20 véhicules.
Toutes les figurines qui sont apparues avec les premiers jeux sont compatibles dans ce cinquième opus, mais aucune nouvelle figurine n'est compatible avec les anciens jeux, pas même celles des personnages réédités car ils ont un profil et des attaques différentes. Chaque véhicule est associé à un personnage SuperCharger, s'ils sont réunis sur le portail le personnage est alors "surchargé" et bénéficie de bonus supplémentaires.

### Superchargers
- Dive-Clops (Eau).
- Deep Dive Gill Grunt (Eau).
- Hammer Slam Bowser (Feu) - amiibo.
- Lava Lance Eruptor (Feu).
- Spitfire (Feu).
- Hurricane Jet-Vac (Air)
- Stormblade (Air)
- Smash Hit (Terre)
- Shark Shooter Terrafin (Terre)
- Hight Volt (Tech)
- Double Dare Trigger Happy (Tech)
- Big Bubble Pop Fizz (Magie)
- Splat (Magie)
- Turbo Charge Donkey Kong (Vie) - amiibo
- Super Shot Stealth Elf (Vie)
- Thrillipede (Vie)
- Fiesta (Mort-vivants)
- Bone Bash Roller Brawl (Mort-vivants)
- Astroblast (Lumière)
- Nightfall (Ténèbres)

### Véhicules
- Barrel Blaster (Terrestre)
- Burn-Cycle (Terrestre)
- Buzz Wing (Aérien)
- Clown Cruiser (Aérien)
- Crypt Crusher (Terrestre)
- Dive Bomber (Marin)
- Golde Rusher (Terrestre)
- Hot Streak (Terrestre)
- Jet Stream (Aérien)
- Reef Ripper (Marin)
- Sea Shadow (Marin)
- Shark Tank (Terrestre)
- Shield Striker (Terrestre)
- Sky Slicer (Aérien)
- Soda Skimmer (Marin)
- Splatter Splasher (Marin)
- Stealth Stinger (Aérien)
- Sun Runner (Aérien)
- Thump Truck (Terrestre)
- Tomb Buggy (Terrestre)

### Trophées et véhicules virtuels
Autre nouveauté de Skylanders: SuperChargers, des figurines trophées permettent de débloquer de nouveaux circuits et nouvelles épreuves pour le mode course, mais aussi d'incarner dans le jeu des vilains ainsi que leur véhicules.
- Trophée de Kaos > Kaos > Doom Jet (Aérien, volant)
- Trophée de la terre > Moneybone, Chompy Mage, Glumshanks et dragon hunter > nom du véhicule inconnu (Terrestre, roulant)
- Trophée de l'eau > Golden Queen, Spellslamzer, Captain Frightbeard et Mesmeralda > nom du véhicule inconnu (Marin, navigant)
- Trophée du ciel > Wolfgang, Stratosfear, Cap'n Cluck et Chef Pepper Jack > nom du véhicule inconnu (Aérien, volant)

### Élites d'Eon
Une nouvelle vague de figurine Elite d'Eon est éditée pour la sortie de Skylanders: SuperChargers. Il s'agit de rééditions de figurines de Spyro's Adventure, dans une meilleure finition, avec des peintures brillantes et des statistiques dans le jeu jusqu'à 3 fois plus élevées. Elles sont présentées dans des boitiers soignés transparent avec une image de fond et un socle aux couleurs de l'élément du personnage. Ces nouvelles figurines Élite d'Eon sont des figurines qui n'ont pas été rééditées par la suite, et dans leur version Élite leurs accessoires ont été modifiés ou ajoutés. Ce sont les seules figurines du jeu à être compatibles avec les anciens opus.
- Slam Bam (Eau)
- Dino Rang (Terre)
- Boomer (Tech)
- Vodood (Magie)
- Zook (Vie)
- Ghost Roaster (Mort-vivants)

## Pack de démarrage
Le pack de démarrage normal pour les versions PlayStation 3, PlayStation 4, Xbox 360, Xbox One et tablettes contient le jeu, le portail, les figurines de personnages Spitfire et Super Shot Stealth Elf ainsi que le véhicule Hot Streak. La version Wii U contient quant à elle les figurines de personnages Super Shot Stealth Elf et Turbo Jam Donkey Kong et le véhicule Barrel Blaster. Enfin, le pack de démarrage pour Wii et Nintendo 3DS contient les figurines Super Shot Stealth Elf et Hammer Slam Bowser ainsi que le véhicule Clown Cruiser. Il faut noter que ces deux dernières versions ne contiennent que le mode "Course" (comme on peut le voir sur les boites, le mot "Racing" est inscrit sous le logo du jeu) contrairement aux autres qui contiennent également un mode "Histoire" à part.
Comme pour les deux précédents volets, un pack de démarrage Dark Edition est proposé et contiendra en exclusivité les figurines en version Dark (noir et argent) ainsi qu'un trophée Kaos donnant accès à du contenu exclusif. L'édition Dark PlayStation 4 contient les figurines personnages Spitfire et Super Shot Stealth Elf ainsi que les véhicules Hot Streak et Sea Shadow. La version Wii U contient quant à elle les figurines de personnages Spitfire et Turbo C  Donkey Kong et les véhicules Hot Streak et Barrel Blaster.

## Doublage français
- Benoît Allemane : Buzz
- Féodor Atkine : Baron Von Shellshock
- Carole Baillien : Bad Juju
- Claire Baradat : Mesmeralda
- Jessica Barrier : Cali
- Christèle Billault : Collectionneuse
- Fanny Bloc : Super Shot Stealth Elf
- Patrick Borg : Sharpfin
- Marc Bretonnière : Lava Lance Eruptor, Les Ténèbres, Cluck
- Jean-Claude Donda : Maître Eon, Pomfrey
- Julien Chatelet : High Volt, Noodles
- Olivier Cordina : Fiesta
- Emmanuel Curtil : Agent 11 3/5
- Anaïs Delva : Tessa
- Marie Diot : Bone Bash Roller Brawl, Mags, Beachcomber, Golden Queen
- Marie Facundo : Splat
- Emmanuel Gradi : Double Dare Trigger Happy
- Jochen Hägele (en) : Thrillipede
- Anouck Hautbois : Stormblade
- Jérôme Keen : Spellslamzer, Pain-Yatta
- Martial Le Minoux : Hurricane Jet-Vac, Dragon des Nimbus, Chill Bill, Threatpack
- Gilbert Lévy : Kaos
- Céline Melloul : Reine Cumulus
- Bruno Méyère : Dive-Clops, Pandergast
- Cyrille Monge : Flynn
- Gilles Morvan : Shark Shooter Terrafin
- Marie Nonnenmacher : Persephone
- Jérôme Pauwels : Grizzo, Glumshanks
- Frédéric Popovic : Pluck, Wolfgang
- Jérémy Prévost : Dr. Krankcase
- Emmanuel Rausenberger : Hugo
- Boris Rehlinger : Softpaw
- Stéphane Ronchewski : Seigneur Stratosfear
- Philippe Roullier : Thunder Tow
- Marc Saez : Big Bubble Pop Fizz, Chompy Mage
- Frédéric Souterelle : Deep Dive Gill Grunt, Chef Pepper Jack, Blubberbeard
- Franck Sportis : Spitfire
- Gérard Surugue : Smash Hit
- Antoine Tomé : Hood Sickle
- Franck Tordjman : Comte Moneybone
- Jérémy Zylberberg : Astroblast

Voix additionnelles :
- Claire Baradat
- Jessica Barrier
- Marc Bretonnière
- Julien Chatelet
- Emmanuel Curtil
- Nathalie Homs
- Jessie Lambotte
- Laëtitia Lefebvre
- Martial Le Minoux
- Frédérique Marlot
- Sarah Marot
- Céline Melloul
- Éric Missoffe
- Cyrille Monge
- Gilles Morvan
- Marie Nonnenmacher
- Jérôme Pauwels
- Philippe Roullier
- Stéphane Ronchewski
- Marc Saez
- Adrien Solis
- Frédéric Souterelle
- Antoine Tomé
- Brigitte Virtudes
- Jérémy Zylberberg